# Marvellous
| Recensione | Giudizio |
| ---------- | -------- |
| AllMusic   | [ 1 ]    |

Marvellous è un album discografico del pianista jazz francese Michel Petrucciani, pubblicato dall'etichetta discografica Dreyfus Jazz nel 1994.

## Tracce
Brani composti da Michel Petrucciani, eccetto dove indicato.

### CD
1. Manhattan – 4:49
2. Charlie Brown – 2:44
3. Even Mice Dance – 4:37
4. Why – 5:50 (Philippe Petrucciani)
5. Hidden Joy – 6:18
6. Shooting Stars – 5:27
7. You Are My Waltz – 4:10
8. Dumb Breaks – 2:39
9. 92's Last – 5:15
10. Bésame mucho – 3:14 (Consuelo Velázquez)

## Musicisti
- Michel Petrucciani - pianoforte Steinway
- Dave Holland - contrabbasso
- Tony Williams - batteria

The Graffiti String Quartet
- Vincent Pagliarin - violino
- Nicolas Krassik - secondo violino
- Pierre Lemarchand - viola
- Vincent Courtois - violoncello
- Aldo Frank - direzione (Graffiti Strings Quartet)

Note aggiuntive
- Michel Petrucciani - produttore
- Yves Chamberland - produttore esecutivo
- Tutti gli arrangiamenti (eccetto brani: You Are My Waltz e Charlie Brown) sono di Michel Petrucciani
- Brani: You Are My Waltz e Charlie Brown, arrangiati da Aldo Frank
- Registrazioni effettuate presso Studio Palais des Congrès di Parigi (Francia)
- Roger Roche - ingegnere del suono
- Mixaggio effettuato presso Studio Davout
- Pascal Bertoneaud - tecnico pianoforte
- Delid'Art - artwork
- Philippe Quidor - foto copertina CD[2]